# Ulvi Indrikson
Ulvi Indrikson (nacida como Ulvi Voog, 18 de febrero de 1937) es una deportista soviética que compitió en natación. Ganó una medalla de plata en el Campeonato Europeo de Natación de 1958, en la prueba de 4 × 100 m estilos.

## Palmarés internacional
| Campeonato Europeo | Campeonato Europeo | Campeonato Europeo | Campeonato Europeo |
| Año                | Lugar              | Medalla            | Prueba             |
| ------------------ | ------------------ | ------------------ | ------------------ |
| 1958               | Budapest (Hungría) | Medalla de plata   | 4 × 100 m estilos  |